# Liste der Bodendenkmäler im Kreis Siegen-Wittgenstein

Kreis Siegen-Wittgenstein

Die Liste der Bodendenkmäler im Kreis Siegen-Wittgenstein umfasst:
- Liste der Bodendenkmäler in Bad Berleburg
- Liste der Bodendenkmäler in Bad Laasphe
- Liste der Bodendenkmäler in Burbach
- Liste der Bodendenkmäler in Erndtebrück
- Liste der Bodendenkmäler in Freudenberg
- Liste der Bodendenkmäler in Hilchenbach
- Liste der Bodendenkmäler in Kreuztal
- Liste der Bodendenkmäler in Netphen
- Liste der Bodendenkmäler in Neunkirchen (keine Bodendenkmäler)
- Liste der Bodendenkmäler in Siegen
- Liste der Bodendenkmäler in Wilnsdorf